# Louis Plousey
Louis Victor Plousey (né à Paris 6e le 26 avril 1880 et mort à Neuilly-sur-Seine le 15 août 1936) est un architecte français ayant réalisé de nombreux immeubles en pierre de taille, notamment dans le sud-ouest de Paris (7e, 15e, etc.).

## Réalisations

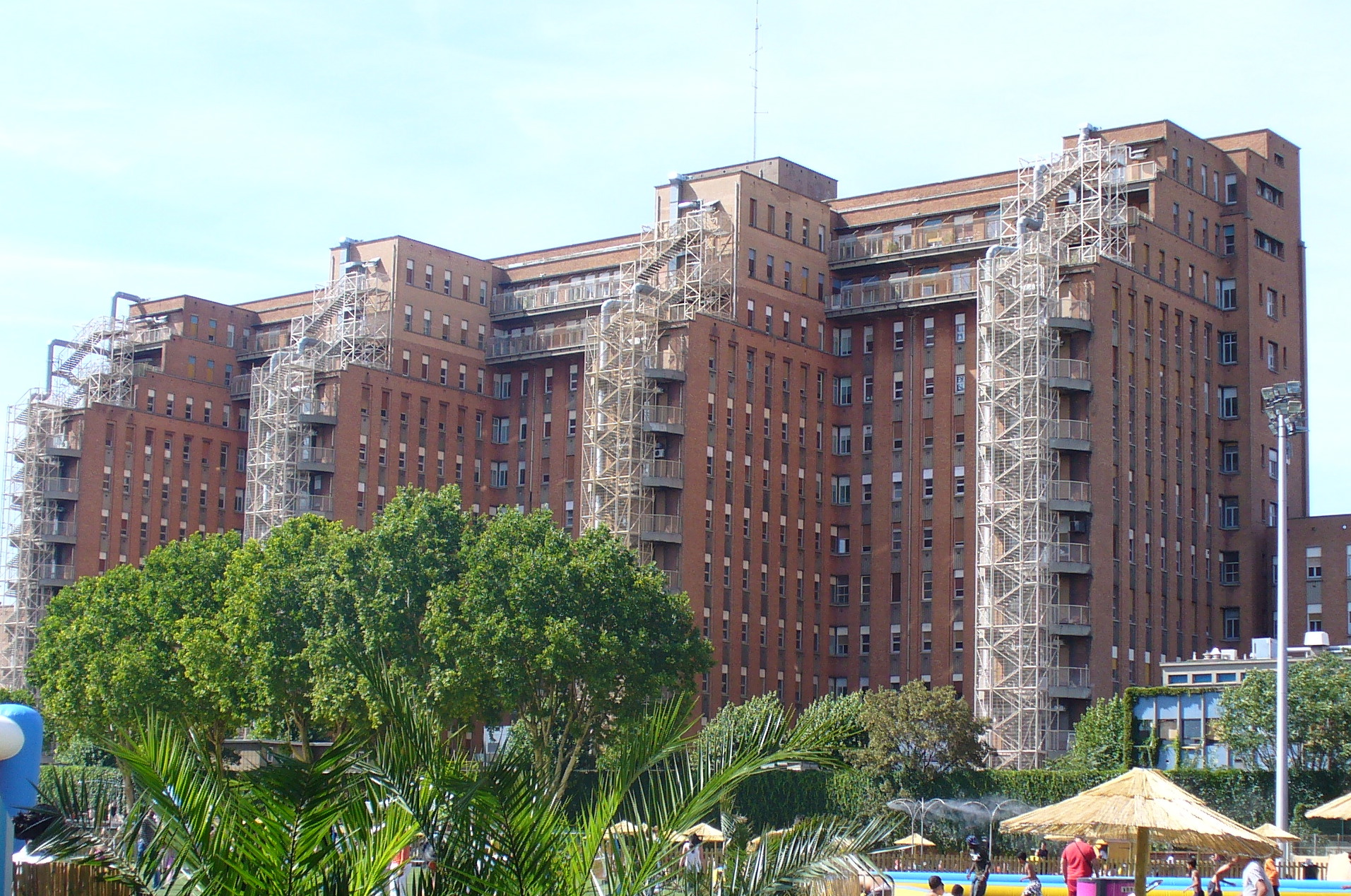
Hôpital Beaujon

- 1927 : 50, rue Cortambert (immeuble d'habitation)
- 1933 : Châtillon, (Hauts-de-Seine), Usine Dewoitine, en collaboration avec Urbain Cassan.
- Clichy, Hauts-de-Seine, Hôpital Beaujon, en collaboration avec Urbain Cassan et Jean Walter.
- 1928 : Neuilly-sur-Seine, (Hauts-de-Seine), boulevard Maurice-Barrès, maison d'artiste.
- Neuilly-sur-Seine, immeuble, 2, rue Pierre-Cherest et rue Parmentier.
- Paris, groupe d'immeubles près de la Porte Champerret.
- 1932 : Sceaux, (Hauts-de-Seine), Parc de Sceaux, remontage du Pavillon de Hanovre, en collaboration avec Léon Azéma et Urbain Cassan.